# Sepoy
Sepoy var betegnelsen for indiske soldater lejet af europæiske magter til deres hær i  Indien. De gjorde ofte tjeneste i områder, hvor de ikke selv havde personlig tilknytning. Betegnelsen sepoy blev først og fremmest anvendt om menige soldater af indisk afstamning inden for infanteriet.